# Hieracium angustum
Hieracium angustum es una especie de planta con flor del género Hieracium, de la familia Asteraceae, orden Asterales.

## Distribución
Hieracium angustum se distribuye por Noruega, Suecia, Finlandia y Rusia.

## Taxonomía
Fue descrita científicamente por Lindeb. Fue publicada en Skand. Hierac., ed. Poster.: 24 (1877).